# Bradley Beach
Bradley Beach és una població dels Estats Units a l'estat de Nova Jersey. Segons el cens del 2007 tenia 4.816 habitants.

## Demografia
Segons el cens del 2000, Bradley Beach tenia 4.793 habitants, 2.297 habitatges, i 1.086 famílies. La densitat de població era de 3.136,6 habitants/km².
Dels 2.297 habitatges en un 18,3% hi vivien nens de menys de 18 anys, en un 32,4% hi vivien parelles casades, en un 10,2% dones solteres, i en un 52,7% no eren unitats familiars. En el 42,5% dels habitatges hi vivien persones soles el 8,3% de les quals corresponia a persones de 65 anys o més que vivien soles. El nombre mitjà de persones vivint en cada habitatge era de 2,09 i el nombre mitjà de persones que vivien en cada família era de 2,91.
Per edats la població es repartia de la següent manera: un 18% tenia menys de 18 anys, un 8% entre 18 i 24, un 38,6% entre 25 i 44, un 23,1% de 45 a 60 i un 12,3% 65 anys o més.
L'edat mediana era de 37 anys. Per cada 100 dones de 18 o més anys hi havia 98,3 homes.
La renda mediana per habitatge era de 40.878 $ i la renda mediana per família de 49.688 $. Els homes tenien una renda mediana de 37.164 $ mentre que les dones 31.276 $. La renda per capita de la població era de 25.438 $. Aproximadament el 5,7% de les famílies i el 9,2% de la població estaven per davall del llindar de pobresa.

## Poblacions més properes
El següent diagrama mostra les poblacions més properes.

## Escacs
El 1929 l'Hotel La Reine de Bradley Beach va ser la seu d'un important torneig internacional d'escacs. Alexander Alekhine, campió del món regnant en aquell moment, va guanyar el torneig amb un impressionant resultat de 8.5/9.